# Delias levicki
Delias levicki is een vlindersoort uit de familie van de Pieridae (witjes), onderfamilie Pierinae.
Delias levicki werd in 1927 beschreven door Rothschild.